# Mons Vitruvius
Il Mons Vitruvius è una struttura geologica della superficie della Luna.